# Pimpinella javana
Pimpinella javana är en flockblommig växtart som beskrevs av Dc. Pimpinella javana ingår i släktet bockrötter, och familjen flockblommiga växter. Inga underarter finns listade i Catalogue of Life.